# Küszvágó csér
A küszvágó csér (Sterna hirundo) a madarak (Aves) osztályának lilealakúak (Charadriiformes) rendjébe és a csérfélék (Sterniidae) családjába tartozó faj.

## Rendszerezése
A fajt Carl von Linné svéd természettudós írta le 1758-ban. Nevét egyik legfontosabb táplálékáról, a szélhajtó küszről kapta.

## Alfajai
- Sterna hirundo hirundo Linnaeus, 1758
- Sterna hirundo longipennis Nordmann, 1835
- Sterna hirundo minussensis Sushkin, 1925
- Sterna hirundo tibetana H. Saunders, 1876[2]

## Előfordulása
Széles körben elterjedt Eurázsiában, Észak-Afrikában, Észak-Amerika keleti felén és a Karib-tenger mentén. Afrika déli és nyugati partjain, Dél-Délkelet-Ázsiában, Ausztrália keleti részein, Közép- és Dél-Amerikában telel.

### Kárpát-medencei előfordulása
Áprilistól októberig tartózkodik Magyarországon, rendszeres fészkelő a Balatonon, szikes tavak és bányatavak környékén.

## Megjelenése
Testhossza 31–35 centiméter, szárnyfesztávolsága 77–82 centiméter, és testtömege 110–150 gramm. A hím és a tojó külseje hasonló. A költési szezonban csőrük erőteljesen kipirosodik, a vége azonban fekete marad, a madarak homloka szintén fekete. Hosszú, villás farkának köszönhetően röpte elegáns. A fiatal madarak háta és szárnya barna mintázatú.
|  |

## Életmódja
Vándor madár, telepesen fészkel. Halakkal, vízi rovarokkal és azok lárváival táplálkozik. de néha sáskákat is fogyaszt. A legöregebb, meggyűrűzött madár 25 évet élt.

## Szaporodása
Az ivarérettséget 2–4 évesen éri el, a költési időszak május-júliusban van. Évente egyszer költ. A fészek sekély talajmélyedés, melyet olykor kagylóhéjjal, fűvel vagy algával bélel. A fészekalj két-három vajszínű vagy zöldes, sötéten pettyezett tojásból áll. A tojásokon mindkét szülő kotlik, 21–22 napig. A fiatal madarak 22–28 nap után repülnek ki.
|  |  |  |

## Természetvédelmi helyzete
Az elterjedési területe rendkívül nagy, egyedszáma pedig ismeretlen. A Természetvédelmi Világszövetség Vörös listáján nem fenyegetett fajként szerepel. Magyarországon fokozottan védett, természetvédelmi értéke 100 000 Ft. Fészkelő-állománya 400-1500 párra tehető (2008-2012).